# Зелёные

Символ принадлежности зеленой политике.

Зелёные, или па́ртия зелёных — политическая партия, программа которой основана на принципах зелёной политики.
Обычно эти принципы включают социальную справедливость, зависимость от низовой демократии, ненасилие и акцент на защиту окружающей среды. Зелёные считают, что осуществление этих принципов ведёт к улучшению здоровья в мире. Зелёные партии существуют почти в 90 государствах и странах по всему миру; многие из них члены международной сети Глобальные зелёные.

## Определение
Существует различие между зелёными партиями и партией Зелёных. Любая партия, фракция или политик могут быть обозначены как «зелёные», если они подчёркивают экологические проблемы. В действительности слово может быть использовано даже в виде глагола: так, можно услышать об «озеленении» партии или кандидата, то есть реальном или мнимом сближении с зелёными принципами.
С другой стороны, формально созданная партия Зелёных может следовать общей идеологии, которая включает в себя не только защиту окружающей среды, но зачастую также и другие проблемы — социальную несправедливость, коллегиальное принятие решений и пацифизм.
Зелёные считают, что эти вопросы по своей природе взаимосвязаны и являются основой мира во всём мире. Наиболее известным утверждением вышеописанного значения Зелёных являются Четыре столпа Зелёной партии, принятые немецкой партией Зелёных в 1979—1980 годах. Список глобальной хартии Зелёных является шестью руководящими принципами, которые включают в себя экологическую мудрость, социальную справедливость, участие в демократии, ненасилие, устойчивое развитие и уважение к разнообразию.

## Движения Зелёных
Движения Зелёных призывают к социальным реформам для сокращения злоупотребления природными ресурсами. Примерами таких движений являются партии Зелёных и общественные движения, подобные Гринпису, основанному в 1970-х одновременно с большим числом партий Зелёных по всему миру.